# エコトーフ
エコトーフは、2001年にネットが開発・販売したパチスロ機である。

## 概要
愛らしいキャラクターで人気を得た『トーフ2A』の後継機であり、本機はレギュラーボーナスを搭載しない大量獲得A+AT機。言ってしまえば、当時大人気だったアルゼの『大花火』とサミーの『獣王』を足したようなゲーム性である。
本機は、天井において救済としてのATエコエコタイム（ET）が搭載されており、6択の押し順概念のある森絵柄をナビしてくれる。ET1セット15Gで、平均40枚獲得可能。そして、この天井はBIG間375～725Gの間に50Gごとに設定される。3回連続で天井到達するとスーパーETとなり最低20連、最高40連のETが確定する。
ビッグボーナスは、左リールに3連トーフを狙うだけで15枚獲得、リプレイはずしも3連トーフでできるが森に挟まれている赤7を上段に狙うことで100％はずすことも可能。平均560枚獲得できる。
ちなみにトーフシリーズは本機が実質最後になるが、後にトーフキャラを制作したデビルロボッツとのコラボレート第3弾として『カイゾクショック2』をリリースしている。